# 邹晓东
邹晓东（1967年9月—），男，汉族，籍贯山东威海，生于浙江杭州，中华人民共和国政治人物。浙江大学管理科学与工程专业毕业，研究生学历，博士学位，研究员，博士生导师，第十三届全国人民代表大会浙江地区代表。

## 生平

### 浙江
1985年10月加入中国共产党。1988年，毕业于浙江大学材料系金属材料专业，同年8月留校工作。
2005年4月，任浙江大学党委组织部部长。2005年12月，任浙江大学党委常委、组织部部长。2008年9月，任浙江大学党委副书记兼组织部部长。2009年3月，任浙江大学党委副书记。2010年5月，兼任浙江大学工会主席。2012年11月，任浙江大学党委常务副书记（正厅级）。2016年7月，任中共浙江省委组织部副部长（正厅长级）。2017年6月，升任浙江大学党委书记（副部长级）。2018年2月24日，当选为第十三届全国人大代表。

### 中央和国务院
2019年1月，调任中共中央统战部副部长。2021年2月，改任中央和国家机关工委副书记。
2025年5月，出任国务院参事室党组书记、主任。